# سيدي بنور
سيدي بَنُّور أو سيدي أبو النُّور مدينةٌ مغربيةٌ تقعُ في سهولِ دُكَّالَةَ شمالَ غربِ المملكةِ، وهي عاصمةُ إقليمِ سيدي بنور، أحدُ أقاليمِ جهةِ الدار البيضاء سطات. هي مِن أهمِّ مراكزَ منطقةِ دكالةَ، وأهمُّ مركزٍ حضريٍّ على الطريقِ الوطنيةِ السابعةِ، التي تربطُها بمدينةِ مراكشَ البعيدةِ عنها بـ125 كيلومترًا. تبعدُ عن اليوسفيةِ بـ50 كيلومترًا وعن الجديدةِ بـ70 كيلومترًا، وهما أقربُ المدنِ إليها. بلغَ عددُ سكانِ بلديةِ سيدي بنور 55،815 نسمةً وَفْقَ إحصاءِ ذي القَعْدَة 1435 (2014 مـ). اِكتسبتْ مدينةُ سيدي بنور أهميةً جهويةً عَقِبَ إنشاءِ إقليمِ سيدي بنور في عامِ 1430 بعدَ أن كانتْ تابعةً لإقليمِ الجديدةِ.
يُعقَدُ جنوبَ شرقِ مدينةِ سيدي بنور كلَّ يومِ ثلاثاءٍ سوقٌ أسبوعيٌّ يُعَدُّ أهمَّ الأسواقِ في دكالةَ وما حولَها. ولأهميتِه الاقتصاديةِ في المنطقةِ وارتباطِ سيدي بنور به،
اِنطلقَ عُمْرانُ المدينةِ الحديثةِ من ضريحِ أبي النور الدكالي، الذي تَنْطِقُه العامةُ «بَنُّور»، فأصبحَ نواتَها، وأصبحتْ، هِيَ، مدينةَ أبي النُّور. وأبو النور هو عبد الله بن وَكْرِيس الدكالي، أحدُ أعلامِ مطلعِ القرنِ السادسِ الهجريِّ المعروفينَ بصلاحِهم وزُهْدِهم، وشيخُ أبي شعيب الرَّدَّاد دفينِ آزَمُّور. مما رُوِيَ في صلاحِه وتقواه ما ذكرَه ابنُ الزياتِ؛ قال:
| سيدي بنور | حدّثوا عنه أنه ماتَ أخوه فتزوّجَ امرأتَه. فقدّمتْ إليه طعامًا يأكلُه، فحكَّ في نفسِه [أي خطرَ في بالِه] أن فيه نصيبُ الأيتامِ الذين هم أولادُ أخيه، فأمسكَ وباتَ طاوِيًا [أي جائعًا]. | سيدي بنور |

نشأت المدينة إلى جانب القرية القديمة التي لم تتطور من حيث العمران. وكانت تعتبر مدينة سيدي بنور بنكا لإقليم الجديدة قبل 2009، من حيث المنتوجات الفلاحية والحيوانية، نظرا لإمكانياتها الطبيعية الهائلة، من حيث الزراعة وتربية المواشي، من جهة، ونظرا لتوفرها على أكبر سوق وطني، سوق ثلاثاء سيدي بنور، وكذلك توفرها على أكبر معمل سكر في المغرب (كوسومار).[بحاجة لمصدر] وتجمع المدينة الحديثة ما بين الحداثة، من حيث العمران والإرث التاريخي الذي ورثته عن أقوام مروا من هناك، منهم البرتغاليون والفرنسيون على الخصوص، حيث لا زالت العديد من الآثار قائمة وشاهدة على الفترة التي استوطنوها.
وسيدي أبو النور ينحدر من قبيلة مشنزاية أو مشتراية، وهي حاضرة بائدة، اثنين الغربية حاليا، ومدينة أبي شعيب الدكالي. ورغم غياب تاريخ موثق يسجل الفترات التاريخية بشكل دقيق، فإن العديد من الكتب، أفردت نتفا خصت بالذكر القبائل والشعوب التي استوطنت المنطقة، ومنها قبائل بني هلال وبني سليم خلال رحلتها من الشرق إلى الغرب بعد تعرضها للغزو من طرف الصليببين، ومنها أيضا قبائل المغرب . ترجع أصول ساكنة سيدي أبي النور إلى عرب جشم الذين سكنوا دكالة البيضاء، و هم من بطون هلالية صِرفة.
يُعتبر سوق الثلاثاء بسيدي بنور من بين أكبر الأسواق الأسبوعية في المغرب ووجهة مهمة للعديد من تجار المواشي من مختلف المدن المغربية لما يتوفر عليه من جودة الماشية وتنوعها من ناحية العرض والطلب. يُعتبر ثلاثاء سيدي بنور مركزا رئيسيا لتزويد أنحاء عديدة من القرى والمدن وباقي الأسواق باللحوم الحمراء. هذا، ورغم أهميته، ما زال يفتقر لتدبير عصري وصحي لمرافقه المتهالكة، مع غياب تام للبنيات التحتية التي من شأنها الحفاظ على صحة وسلامة اللحوم، التي تنعكس جودتها على صحة المواطن. مع العلم أن مدينة سيدي بنور تُرتب ضمن المدن التي تعد مهدا لتربية الماشية بالمغرب و تتوفر فالمدينة تتوفر حسب الإحصاءات[ما هي؟]
على 180،000 رأسا من الأبقار و300،000 من الأغنام. وبحسب المديرية الجهوية للفلاحة بجهة الدار البيضاء سطات، فإن 20 في المائة من المبادلات التجارية بقطاع الماشية تتم بسيدي بنور. لذا فالحالة التي يوجد عليها سوق ثلاثاء سيدي بنور تستدعي التدخل السريع من قبل المسؤولين، فجل مرافق السوق تنعدم فيها معايير السلامة الصحية.

## أعلام
- فاطنة بنت الحسين